# Scrapter algoensis
Scrapter algoensis är en biart som först beskrevs av Heinrich Friese 1925.  Scrapter algoensis ingår i släktet Scrapter och familjen korttungebin. Inga underarter finns listade i Catalogue of Life.